# Grog di Magog
Grog di Magog (Wunschpunsch) è una serie televisiva a cartoni animati tratta dal libro di Michael Ende La notte dei desideri. La serie è stata trasmessa in italiano per la prima volta su Jetix dal luglio 2005 con il titolo Wunschpunsch, mentre la replica su Italia 1 del febbraio 2006 ha cambiato il titolo in Grog di Magog.

## Trama
I maghi Bubonic e Tyrannia firmando un contratto con Maggot sono costretti con l'aiuto di una pergamena divisa a metà a lanciare un incantesimo che causi sventure alla vicina città di Megalopoli. Affinché l'incantesimo diventi irreversibile deve durare almeno sette ore. Tocca al gatto Maurizio e il corvo Jacopo annullare l'incantesimo prima che scadano le sette ore.

## Personaggi
- Bubonic (Belzebù Malospirito nel libro)
- Tirannia
- Maurizio
- Jacopo
- Maggot (Maledictus Verme nel libro)
- Nonna Noè
- Signor Kappa
- Signora Kappa
- Kip Kappa
- Kelly Kappa
- Sindaco
- Barbara Blatera
- Boccalarga
- Capra
- Maiale
- Lea
- Scimmia
- Orologio a cucù
- Capo Idrante
- Zampagrossa

## Episodi
Stagione 1
1. L'invasione delle piante
2. Doppio guaio a Megalopoli
3. Incantesimo di Natale
4. Grigio è bello
5. Caos incolore
6. Il ritratto di zio Bubonic
7. Un tuffo nella preistoria
8. Un incantesimo fatto con i piedi
9. Il regno di Bubonic
10. La rivolta degli elettrodomestici
11. Chi ha paura degli insetti cattivi
12. Esprimi un desiderio
13. Come l'arca di Noè
14. Vivere una favola
15. Tutti al volante!
16. Caccia grossa a Megalopoli
17. Tempo pazzo
18. La magia delle cose perdute
19. Raccolta differenziata
20. Sabbia su Megalopoli
21. Facce da maghi
22. Un fantasma impertinente
23. Niente scherzi, per favore!
24. Maurizio perde il pelo
25. La dieta di Bubonic
26. La nota magica

Stagione 2
1. Il miglior amico del mago
2. Bubonic super-mago
3. Chi va piano va sano e lontano
4. Tristezza a Megalopoli
5. Sindaco per un giorno
6. Tutti incapaci
7. Le scarpe ballerine
8. Ombre sulla città
9. Due maghi dal cuore d'oro
10. Nessuno è perfetto
11. La città dei vanitosi
12. Tutti in coda
13. Chi trova un amico, trova un tesoro
14. La festa degli innamorati
15. Semplicemente irresistibile
16. Alla corte di re Artù
17. Spazi aperti
18. Spalla a spalla
19. La vita è un gioco
20. Raffreddore in città
21. Un incantesimo piccolo, piccolo
22. L'invasione dei pupazzi di neve
23. Le bugie hanno il becco lungo
24. Tra sogno e realtà
25. Vita da cani
26. Guerra a Megalopoli

## Doppiaggio
| Personaggio                       | Doppiatore italiano  |
| --------------------------------- | -------------------- |
| Bubonic                           | Ruggero Dondi        |
| Tirannia (Tyrannia)               | Graziella Porta      |
| Maurizio (Maurice)                | Diego Sabre          |
| Prof. Jacopo Gracchi (Jacob)      | Orlando Mezzabotta   |
| Maggot                            | Mario Scarabelli     |
| Nonna Noè (Noah)                  | Tullia Piredda       |
| Sig. Kappa (Mr. Kozey)            | Aldo Stella          |
| Sig. Ra Kappa (Mrs. Kozey)        | Donatella Fanfani    |
| Kip (Kip Kozey)                   | Massimo Di Benedetto |
| Kelly (Kelly Kozey)               | Jenny De Cesarei     |
| Sindaco (Mayor Bluff)             | Gianni Gaude         |
| Barbara Blatera (Barbara Blutter) | Manuela Scaglione    |
| Boccalarga (Meathead)             | Nicola Stravalaci    |
| Capra (Sheep)                     | Manuela Scaglione    |
| Maiale (Pig)                      | Massimo Di Benedetto |
| Leonessa (Leoness)                | Jenny De Cesarei     |
| Scimmia (Monkey)                  | Nicola Stravalaci    |
| Orologio a Cucù                   | Massimo Di Benedetto |
| Capo Idrante                      | Silvio Pandolfi      |

## Trasmissione Internazionale
| Paese                   | Canale TV                      |
| ----------------------- | ------------------------------ |
| Italia                  | Jetix, Italia 1, Frisbee, K2   |
| Francia                 | Fox Kids, Jetix, TF1           |
| Canada                  | Radio-Canada                   |
| Germania                | KiKA, Das Erste                |
| Spagna                  | Fox Kids, Jetix, La 1, La 2    |
| Polonia                 | Fox Kids, Jetix, TVN           |
| Paesi Bassi             | Fox Kids, Jetix, Disney XD     |
| Grecia                  | Fox Kids, Jetix                |
| Ungheria                | Fox Kids, Jetix                |
| Rep. Ceca               | Fox Kids, Jetix                |
| Slovenia                | Fox Kids, Jetix                |
| Russia                  | Fox Kids, Jetix, REN TV, TV-3, |
| Bulgaria                | Fox Kids, Jetix, bTV           |
| Romania                 | Fox Kids, Jetix                |
| Moldavia                | Fox Kids, Jetix                |
| Turchia                 | Fox Kids, Jetix                |
| Australia Nuova Zelanda | Nickelodeon                    |
| Israele                 | Fox Kids, Jetix                |